# Stigmella japonica
Stigmella japonica là một loài bướm đêm thuộc họ Nepticulidae. Nó là loài duy nhất được tìm thấy ở Hokkaido in Nhật Bản.
The are probably at least two generations per year.
Ấu trùng ăn Acer mono và Acer crataegifolium. Chúng ăn lá nơi chúng làm tổ. 